# Zeria niassa
Espèce
Synonymes
- Solpuga niassa Karsch, 1880
- Solpuga niassa kafulica Hewitt, 1919

Zeria niassa est une espèce de solifuges de la famille des Solpugidae.

## Distribution
Cette espèce se rencontre au Kenya, en Tanzanie, au Malawi, en Zambie et au Congo-Kinshasa.

## Description
Les mâles mesurent de 26 à 28 mm et les femelles de 24 à 27 mm.

## Liste des sous-espèces
Selon Solifuges of the World (version 1.0) :
- Zeria niassa kafulica (Hewitt, 1919)
- Zeria niassa niassa (Karsch, 1880)

## Publications originales
- Karsch, 1880 : Zur Kenntnis der Galeodiden. Archiv für Naturgeschichte, vol. 46, no 1, p. 228-243 (texte intégral).
- Hewitt, 1919 : A short survey of the Solifugae of South Africa. Annals of the Transvaal Museum, vol. 7, p. 1–76 (texte intégral).